# Margaretha von Dänemark

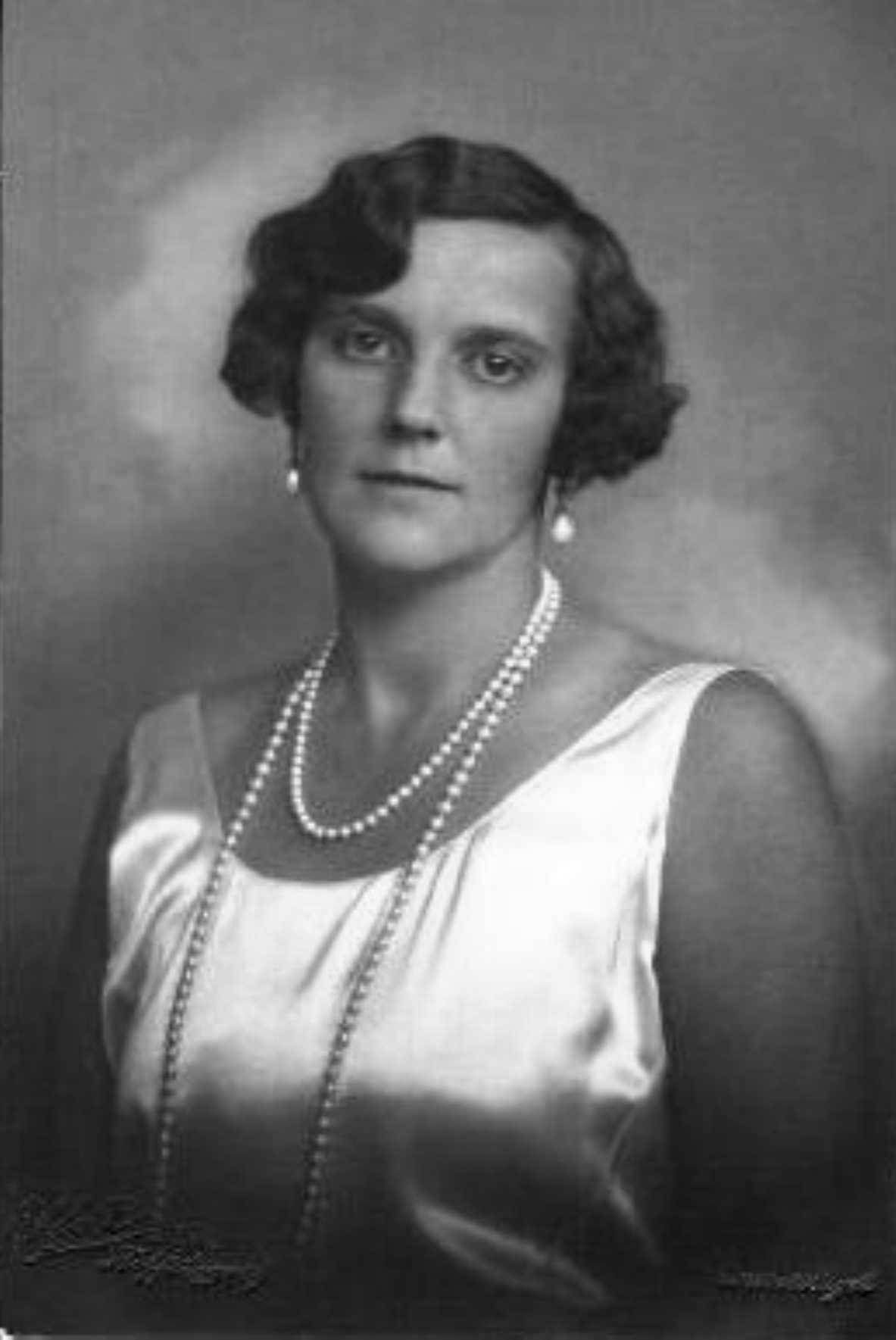
Prinzessin Margaretha von Dänemark

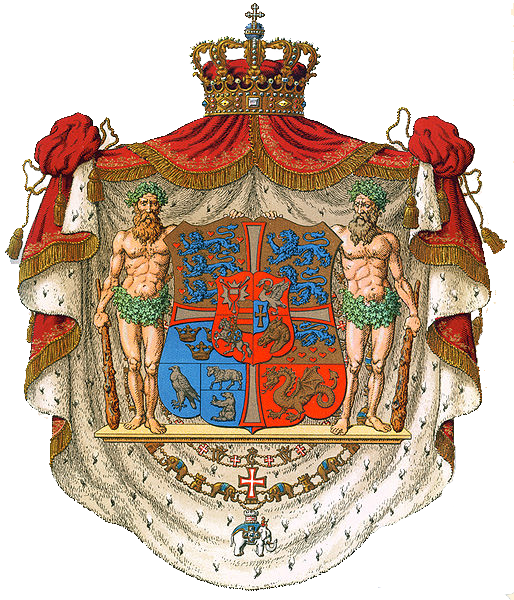
Familienwappen

Prinzessin Margaretha von Dänemark, vollständiger Name  Margaretha Françoise Louise Marie Helene von Dänemark (* 17. September 1895 auf Schloss Bernstorff auf der Insel Seeland; † 18. September 1992 in Kopenhagen) war ein Mitglied des Hauses Schleswig-Holstein-Sonderburg-Glücksburg und wurde durch Heirat eine Prinzessin von Bourbon-Parma.

## Leben
Margaretha war die einzige Tochter von fünf Kindern des Admirals der dänischen Flotte, Prinz Waldemar von Dänemark (1858–1939), und seiner Ehefrau, der französischen Prinzessin Marie Amélie Françoise Hélène (1865–1909), der ältesten Tochter von Robert d’Orléans, duc de Chartres und Françoise d’Orléans. Die Großeltern väterlicherseits waren der dänische König Christian IX. und dessen Ehefrau, Louise von Hessen.
Am 9. Juni 1921 heiratete Prinzessin Margaretha in Kopenhagen Prinz René Karl Maria Joseph von Bourbon-Parma (1894–1962), einen Sohn des letzten Herzogs von Parma, Piacenza und Guastalla, Robert I., und dessen zweiter Gattin Infantin Maria Antonia von Portugal. Er war der Bruder der letzten österreichischen Kaiserin Zita und von Franz Xaver von Bourbon-Parma (Francisco Javier I.).
Durch ihre Hochzeit mit dem katholischen Prinzen René von Bourbon-Parma verlor Prinzessin Margaretha offiziell die Zugehörigkeit zum dänischen Königshaus und auch das Thronfolgerecht. Das Prinzenpaar lebte mit seinen Kindern vor allem in Frankreich auf Schloss Eu. Im Jahr 1939 floh die Familie vor den Nationalsozialisten nach Spanien; von dort aus emigrierten sie über Portugal in die Vereinigten Staaten.

## Nachkommen
Aus der Ehe, die allen Berichten zufolge harmonisch verlief, gingen vier Kinder hervor:
- Jacques Maria Antoine Robert Waldemar Charles Felix Sixte Ansgar (1922–1964) (Straßenverkehrsunfall)
⚭ 1947 Birgitte Gräfin von Holstein-Ledreborg (1922–2009)
- Anna Maria Antonie Françoise Zita Marguerite (1923–2016)
⚭ 1948 Ex-König Michael I. von Rumänien (1921–2017)
- Michel Marie Xavier Waldemar Georg Robert Karl Eymar (1926–2018)

⚭ 1951–1966 Yolande Prinzessin de Broglie-Revel (* 1928)
⚭ 2003 Maria Pia Prinzessin von Savoyen (* 1934)
- André Marie (1928–2011) ⚭ 1960 Marina Gacry (* 1935)